# 景順
景順（Invesco）是美國一家投资管理公司，总部位于佐治亚州亚特兰大，在20个国家设有分支机构。他是纽约证券交易所上市公司，其股票也是S&P 500成分股。

## 历史
Invesco（当时用全大写字母拼写：INVESCO）于1978年在亚特兰大成立，是當時公民和南部国家银行為剥离其资金管理业务而成立的一家公司。1988年，该公司被总部位于伦敦的英国公司Britannia Arrow收购，Britannia Arrow后来更名为INVESCO。 1997年，INVESCO公眾有限公司与AIM Investments合并。合并完成后，公司更名为Amvescap。  2003年，公司與长城证券、開滦集團和大连实德集团有限公司聯合成立景順長城基金管理公司。2007年，公司恢复景顺（Invesco）舊名。 